# Контрерас, Родриго
Родриго Николас Контрерас (исп. Rodrigo Nicolás Contreras; род. 27 октября 1995, Сан-Мигель-де-Тукуман, Аргентина) — аргентинский футболист, нападающий клуба «Депортес Антофагаста».

## Клубная карьера
Контрерас — воспитанник клуба «Сан-Лоренсо». 3 марта 2013 года в матче против «Ривер Плейта» он дебютировал в аргентинской Примере.
Для получения игровой практики в начале 2014 года Родриго на правах аренды перешёл в «Химнасию Ла-Плата». 16 марта в поединке против «Эстудиантеса» он дебютировал за новую команду. 29 марта в матче против «Велес Сарсфилд» Контрерас забил свой первый гол в чемпионате Аргентины.

## Международная карьера
В начале 2015 года Контрерас в составе молодёжной сборной Аргентины выиграл молодёжный чемпионат Южной Америки в Уругвае. На турнире он сыграл в матчах против команд Бразилии Боливии, Эквадора и Парагвая. В поединке против бразильцев Родриго забил гол.

## Достижения
Командные
 Аргентина (до 20)
- Чемпионат Южной Америки среди молодёжных команд — 2015